# Baignade dans un torrent
 (juillet 2025).
Pour plus de détails, voir Fiche technique et Distribution.
Baignade dans un torrent est un film français réalisé par Alice Guy en 1897.

## Synopsis
Cinq jeunes gens en maillot de bain accompagnés d'un chien évoluent de rocher en rocher dans la cascade d'un torrent.

## Analyse
Par opposition au Pêcheur dans le torrent qui a un but comique, Baignade dans un torrent s'attache plutôt à montrer les nouvelles possibilités de la technique cinématographique : montrer des images en mouvement.

## Fiche technique
- Titre : Baignade dans un torrent (Bathing in a Stream en anglais)
- Réalisation : Alice Guy
- Société de production : Société L. Gaumont et compagnie
- Pays d'origine :  France
- Genre : documentaire
- Durée : 30 secondes
- Dates de sortie : 1897
- Licence : domaine public

## Autour du film
Tourné sur les mêmes lieux et le même jour que Le Pêcheur dans le torrent : on reconnaît aisément les baigneurs.